# Nephelistis differens
Nephelistis differens là một loài bướm đêm trong họ Noctuidae.